# 井上輝彦 (作詞家)
井上 輝彦（いのうえ てるひこ、1961年6月2日 - ）は、日本の作詞家、作曲家、音楽プロデューサー、作曲家名は神風 太郎（かみかぜ たろう）。作詞した「おさかな天国」は、2012年NHK紅白歌合戦に歌われる。高知県ご当地アイドル「はちきんガールズ」のプロデューサー。東京都世田谷区出身。身長173センチ、血液型はB型。

## 概要
東京都生まれの井上輝彦は中学時代に浜田省吾、ポールマッカートニーにはまり、中学三年生のときにアマチュアバンドを結成。浜田省吾「MONEY」「J.BOY」は影響うけてボーカルとベースを担当した。
その後、日本大学経済学部に入学。大学3年のときニッポン放送の「近田春夫のオールナイトニッポン」に投稿をしていたのをキッカケに共作で浜田朱里の「夏の指定席」で作詞家デビューを果たす。
1984年、23才から「青い珊瑚礁」「キャッツアイ」の作詞家・小田裕一郎のファンで電話して押しかけてしょっちゅう遊びに行く関係となり作詞のアドバイスを仰ぐ。1987年からヤマハの専属作詞家となり、翌年、中村由真のディレクターとなる。
1989年ででフリー、1991年に手掛けた「おさかな天国」が「探偵!ナイトスクープ」で特集されたことをキッカケに社会現象となり、2012年NHK紅白歌合戦で歌唱された。
現在は作詞家、作曲家の顔の他に、「ホライズン・ジャパン・アソシエイツ」代表取締役社長、高知県ご当地アイドル「はちきんガールズ」プロデューサーの顔を持つ。

## 略歴
- 1974年、世田谷区立尾山台小学校を卒業[4]
- 1977年、世田谷区立尾山台中学校を卒業[4]
- 1980年、日本大学高等学校 卒業[4]
- 1980年、日本大学経済学部経済学科 入学[4]
- 1987年、26才でヤマハの専属作詞家。翌年、中村由真のディレクター担当となる[4]
- 1989年、28才でフリー[4]
- 1991年、30才で「おさかな天国」を制作[4]
- 1996年、35才で自身が代表取締役社長を務める「ホライズン・ジャパン・アソシエイツ」を立ち上げる[4]
- 2002年、「NHK紅白歌合戦」の企画コーナーで出演歌手によって歌唱される[4]

## 人物
- 影響受けた本は「怒りの葡萄」「ライ麦畑でつかまえて」[1]
- 影響を受けた作詞家は松本隆、阿久悠[1]
- 特技は五目釣りと、野球（実家が多摩川グランド近くだった、根っからの読売ジャイアンツファン）[1]
- 趣味はガチャガチャとフィギュア収集（特に初代ウルトラマン、サンダーバード）[1]

## 作詞・作曲した主な提供楽曲
- 「もういちど逢えたら」 北岡夢子　（作詞：井上輝彦／作曲：朝倉紀幸）
- 「ON THE ROAD」 中村由真　（作詞：井上輝彦／作曲：川上明彦）
- 「EndlessLove」 中村由真　（作詞：井上輝彦／作曲：小田裕一郎）
- 「Snow Bunny」 中村由真　（作詞：井上輝彦／作曲：小田裕一郎）
- 「ジレンマ」 中村由真　（作詞：井上輝彦・石川あゆ子／作曲：小田裕一郎）　※ドラマ「スケバン刑事III 少女忍法帖伝奇」挿入歌
- 「Lady Wind」 中村由真　（作詞：井上輝彦／作曲：小田裕一郎）
- 「It’ a melody」 千堂あきほ　（作詞：井上輝彦／作曲：小田裕一郎）  ※千堂あきほデビュー曲
- 「TOKYO RAIN TRAIN BLUES」 ワンナイトスタンズ　（作詞KIMIHIRO・井上輝彦／朝倉紀幸）
- 「青空をゆく雲のように」 前田愛【声優】　（作詞：井上輝彦／作曲：金井江右）
- 「あしたの私へ」 八神純子　（作詞：井上輝彦／作曲：八神純子）
- 「おさかな天国」 柴矢裕美　（作詞：井上輝彦／作曲：柴矢俊彦）　※2012年NHK紅白歌合戦に出場
- 「おさかな天国～キッズ・ヴァージョン」 さゆ☆まゆ with ラビッシュ　（作詞：井上輝彦／作曲：柴矢俊彦）
- 「おさかな天国2010」 川村あやの　（作詞：井上輝彦／作曲：柴矢俊彦）
- 「マシュマロ・ファンタジー」 渡辺桂子　（作詞：井上輝彦／作曲：大谷明裕）
- 「クラブ・アフロディーテ」 山本リンダ　（作詞：井上輝彦／作曲：小田裕一郎）
- 「カサノバ」 山本リンダ　（作詞：井上輝彦／作曲：小田裕一郎）
- 「かあさんへ」 川中美幸　（作詞：井上輝彦／作曲：三木たかし）
- 「青春の坂道」 湯原昌幸　（作詞：井上輝彦／作曲：湯原昌幸）
- 「おさかな天国」 ヒロミwithフレンズ　（作詞：井上輝彦／作曲：柴矢俊彦）
- 「お惣菜バンザイ！」 藤井公子　（作詞：井上輝彦／作曲：西村和洋）

ほか多数

### はちきんガールズ
- 「友達のままだよ」　（作詞：井上輝彦／作曲：西村和洋）
- 「手をつないで」　（作詞：井上輝彦／作曲：神風太郎）
- 「しょげてるキミに幸あれ」　（作詞：井上輝彦／作曲：祭川世人）
- 「がんばるココロに恋は咲く」　（作詞：井上輝彦／作曲：祭川世人）
- 「はちきん地鶏」　（作詞：井上輝彦／作曲：祭川世人）
- 「土佐のあかうし」（作詞：井上輝彦／作曲：神風太郎）
- 「土佐ジロー」　（作詞：井上輝彦／作曲：神風太郎）
- 「高知の米豚」　（作詞：井上輝彦／作曲：祭川世人）
- 「高知はおさかなパラダイス」　（作詞：井上輝彦／作曲：西村和洋）
- 「たたき うまいき 高知やき」　（作詞：井上輝彦／作曲：神風太郎）
- 「I LOVE 柚子」　（作詞：井上輝彦／作曲：神風太郎）
- 「土佐の文旦」　（作詞：井上輝彦／作曲：神風太郎）
- 「負けないチカラ」　（作詞：井上輝彦／作曲：祭川世人）
- 「カラダノミカタ・ジンジャー」　（作詞：井上輝彦／作曲：祭川世人）
- 「日本列島夢前線」　（作詞：井上輝彦／作曲：神風太郎）
- 「はちきんガール」　（作詞：井上輝彦／作曲：西村和洋）
- 「ぼくたちの地球」　（作詞：井上輝彦／作曲：釘崎哲郎）
- 「偽りの天国はイラナイ～change your life～」　（作詞：井上輝彦／作曲：すみだしんや）
- 「少年よ大志を突きススメ」　（作詞：井上輝彦／作曲：Fredrik Samsson/清水哲平）
- 「帽子のかたちのぼうしパン」　（作詞：井上輝彦／作曲：神風太郎）
- 「変身ダーッ！」　（作詞：井上輝彦／作曲：祭川世人）
- 「冒険はじまる。」　（作詞：井上輝彦／作曲：祭川世人）
- 「雨のスクリーン」　（作詞：井上輝彦／作曲：川口進）

ほか多数、全48曲

### CDサントラ
- シャコタン☆ブギ・サウンド・コレクション（週刊ヤングマガジン連載）サントラ　※作詞した4曲が収録
- ときめきメモリアル ～ボーカル・ベスト・コレクション２～　※作詞した1曲が収録

ほか多数

## 出演

### テレビ
- PRO-file～デビューのトビラ～（テレビ朝日） - 全5回[5]
- 月曜から夜ふかし（日本テレビ）[6]